# Hernando de Lerma Polanco
Hernando de Lerma Polanco (Sevilla, 1r de novembre de 1541 - Madrid, 1592) va ser un explorador i colonitzador espanyol de mitjan el segle xvi. Va ser governador del Tucumán entre 1580 i 1584. Es va destacar per haver fundat la ciutat de Salta, capital de l'actual província de Salta, al nord-oest de l'Argentina.

## Biografia
Hernando de Lerma va néixer a Sevilla (Espanya), el 1r de novembre de 1541. Tenia només 36 anys quan va ser nomenat governador del Tucumán pel rei Felip II d'Espanya, mitjançant reial cèdula del 13 de novembre de 1577. Va poder assumir el 16 de juny de 1580, atribuint aquesta demora a la seva extrema pobresa. Era sens dubte acreditor de les millors consideracions. Un cronista de l'època el va descriure com a «cavaller sevillà, de brillants dents i crescuts mèrits, donant esperances de pacífic i prudent governador». La mateixa cèdula reial del seu nomenament posava el següent considerant en l'encapçalament: «Atent a l'habilitat i suficiència i als serveis que ens heu fet i esperem ens fareu, és la nostra mercè que sigueu el nostre governador de la província del Tucumán». Les expectatives despertades per semblants antecedents van ser moltes i molta la desil·lusió que va causar les seves actuacions.
Va arribar a Potosí i, si alguns funcionaris reials no li haguessin fiat alguns pesos, no hauria pogut arribar al seu destí. En 1579 el Llicenciat Hernando de Lerma va escriure al Rei d'Espanya, informant-li que el seu viatge a Amèrica en galió va durar deu mesos, que havia arribat a Lima feia vuit dies, i que encara li faltaven 500 llegües de camí per terra per arribar al Tucumán.
Va ser el primer governador civil del Tucumán, estava casat amb María de Quesada, encara que no tenia instrucció militar, i feia ostentació d'un títol acadèmic de Llicenciat en Lleis.
Durant la seva gestió va fundar la ciutat de Salta el 1582, va tenir altercats amb el bisbe i va perseguir als seus opositors. Això el va portar a ser destituït, jutjat i empresonat a Madrid, on finalment va morir el 1592.

## Govern del Tucumán (1580-84)
El 16 de juny de 1580, va arribar Lerma a Santiago del Estero, capital de la Governació del Tucumán. Ho va fer en companyia d'un seguici de cavallers, soldats i indígenes. Com que tenia coneixement que Gonzalo de Abreu havia col·locat espies en el camí perquè li avisessin de l'arribada de Lerma, aquest els va evitar amb una maniobra. I abans d'entrar a la ciutat va enviar a sis dels seus homes, encapçalats per Antonio de Miraval, que era el seu germà, amb la instrucció de distreure'l i transmetre'l el missatge de l'entrant en el sentit que «besava les seves mans i es posava a les seves ordres». Però en realitat portava l'expressa ordre de capturar a Abreu.

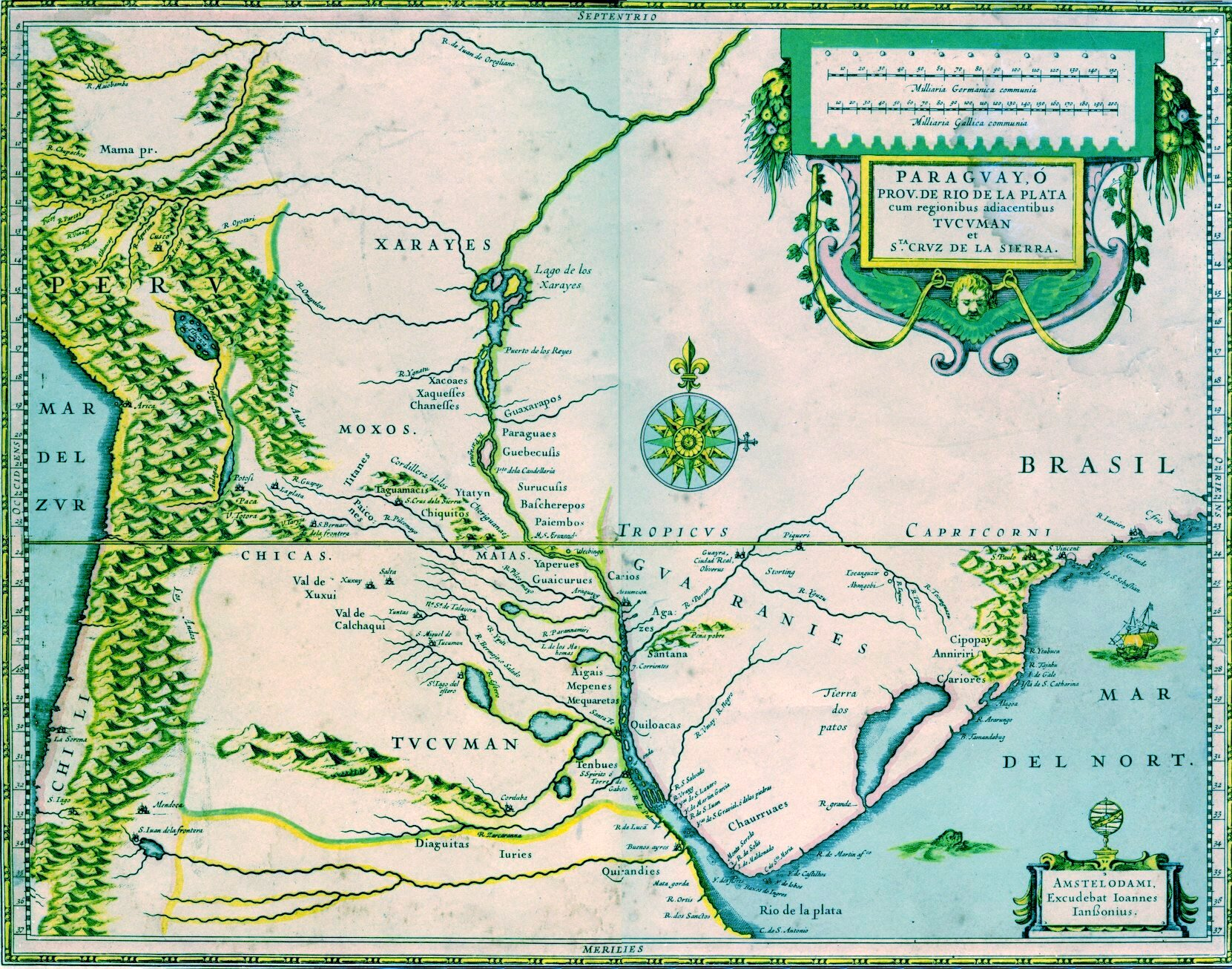
Mapa de la Governació del Tucumán, ca. 1600
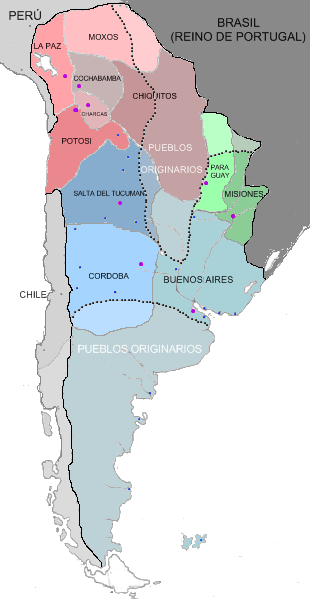
Mapa del Virregnat del Riu de la Plata, c. 1776

Aquest grup d'avançada va accedir a la seu del govern i va decomissar a Abreu, que es trobava acompanyat en aquest moment pel tinent Pedro Sotelo i per l'alcalde Francisco Rodríguez Juárez. Lerma esperava a certa distància, i un cop concretada la seva missió, un dels integrants, Juan Muñóz, que era metge, va efectuar un tret d'arcabús convingut per endavant i d'aquesta manera va comunicar a Lerma que ja podia entrar a la ciutat. El nou governador va convocar al Cabildo i es va fer reconèixer.

### Empresonament, turments i mort d'Abreu
Lerma va capturar a Abreu i el va fer tancar a la cavallerissa de Juan Pérez Moreno, custodiat permanentment per homes armats. Lerma es va presentar a la presó davant Abreu acompanyat amb l'escrivà Martínez Guerrero i el va declarar culpable de tots els càrrecs, sense que tingués ocasió de defensar-se. Abreu va estar nou mesos pres, no se li va permetre confessar, va ser sotmetés a tortures i el van fer patir molt. El 1581, Lerma va ordenar que es pengés el pres a la porta durant tota una nit i se li apliqués un pes de dotze arroves sobre els peus, el qual li va trencar les venes i li va produir esquinçaments interns, que al cap de cinc dies li van provocar la mort. Això va ser ratificat pel seu fill Juan de Abreu, qui va acusar Lerma de «lladre dels béns del seu pare».
Per si tot allò fos poc, Lerma va assegurar que una indígena va ser la qui va matar Abreu. Per completar aquesta fal·làcia, va fer que el metge Arteaga redactés un certificat de defunció fals i, amb turments pel mig, va assolir que una dona pobra es declarés culpable d'haver-lo enverinat. Així va informar el governador al Rei.
Lerma s'havia apoderat de tots els béns d'Abreu, com si ell hagués estat l'hereu, entre ells la vaixella, el bestiar, els cavalls, disset arcabussos, vestimenta, el vi que havia portat des del corregiment de Cuyo, joies, peces, etc. al temps que li iniciava el judici de residència.

### Persecucions
Va perseguir a tots els funcionaris, simpatitzants i seguidors d'Abreu, als qui va despullar dels seus béns. Alguns d'ells, com Morillo, Mosquera, Ramírez i Villalta, van ser executats a la forca a la plaça pública el 1580. Altres van haver de marxar de Santiago del Estero, com el capità Hernán Mejía de Mirabal i la seva dona. Un clima de violència es va instal·lar a la ciutat a causa de les arbitrarietats del nou governador. Al fugir del Tucumán, la gent es radicava a Charcas i allà denunciaven les arbitrarietats del governador.
En certa oportunitat Juan Rodríguez Juárez, un ancià conqueridor de la primera onada i veí fundador de les tres ciutats de El Barco, va criticar un decret del governador per no estar d'acord amb ell. Lerma va ordenar la seva detenció, però Rodríguez Juárez va poder a demanar asil i refugi a la Catedral. Lerma va respectar l'asil, però va ordenar empresonar a tots els familiars homes que vivien a casa de l'ancià, els va prendre tots els seus béns a les dones de la casa, incloent a l'àvia anciana; les va fer violar totes pels seus soldats, i dos nets de pit que eren alletats per aborígenes els va privar de les dides tancant-los a la presó fins que els nens van morir de fam.
El 19 de juny de 1580 es va produir un aixecament rebel a Santa Fe, encapçalat pels anomenats «Set Caps», que va ser un nom d'un partit format per criolls que van preparar una revolució per enderrocar a Juan de Garay. Aquesta va ser la primera protesta armada que es va produir en contra de la dominació espanyola a l'actual territori argentí. Fracassat aquest moviment sediciós, els capitosts o conspiradors principals, Cristóbal de Arévalo, Rodrigo de Mosquera i Francisco Villalta, entre d'altres, van fugir des de Santa Fe cap a Santiago del Estero, amb la idea de buscar la protecció d'Abreu, qui simpatitzava amb ells. Però com aquest acabava de ser substituït i empresonat per Lerma, aquests revolucionaris van quedar sense pretección alguna, van ser arrestats per l'autoritat espanyola, processats sumàriament i condemnats a morir a la forca. Després de la seva execució, els seus cadàvers van ser arrossegats, esquarterats i els seus membres col·locats en piques a l'entrada dels camins de la ciutat, per a escarment i exemple dels rebels.
Va sorgir un seriós distanciament entre el primer bisbe de la Diòcesi del Tucumán, Francisco de Victòria, i el governador Lerma per conflictes de poder. Lerma va impedir als mercedaris la possessió d'uns aborígens yanaconas amb el seu bestiar i sementeres. El custodi de la província franciscana, fra Gregorio Vibaldo, li va recriminar durament Lerma en un sermó a la Catedral, de la següent manera: «més mal heu fet en vuit dies en aquesta terra, que Gonzalo d'Abreu en els vuit anys que la va governar». Lerma el va tractar de borratxo i, tement el pitjor, Vibaldo es va anar a Córdoba, i altres clergues es van traslladar a Talavera. Per aquest motiu la governació es va anar quedant sense clergues, arribant a tan sols dos el 1583 (un d'ells va fugir cap al Paraguai). Només van quedar 12 frares de l'orde mendicant. El 1583, el mateix bisbe va haver de retirar-se cap a Potosí.

### La fundació de Salta
El virrei Francisco de Toledo va ordenar al governador Lerma que fundés una ciutat a nord de Santiago del Estero, que assegurés les comunicacions en la Governació del Tucumán. Lerma va convocar als encomenderos de la zona perquè l'ajudessin amb les despeses que aquesta empresa causaria, aportant armes, animals, indígenes, etc. i que l'acompanyessin en la fundació de la nova ciutat.

El 23 de juliol de 1581, el governador Lerma va reunir en el seu habitatge als integrants del Cabildo de Santiago del Estero, més un grup de veïns importants. En la reunió, Lerma va informar que desitjava fundar una ciutat en el camí del Perú, i va sol·licitar l'opinió dels regidors i veïns presents, experts en qüestions de guerra, sobre la conveniència d'assentar a la vall de Salta o en les Valls Calchaquíes. Després d'una anàlisi en què van participar tots els presents, es va resoldre fundar-la en la vall de Salta. En l'acta d'aquesta reunió consten les opinions de cada un dels presents, més l'oferiment de cada veí com a aportació per assistir al governador en aquesta jornada. Els cabildants d'aquesta època, i en especial els que van participar en aquesta sessió, van ser:
- Antonio de Miraval (tinent de governador)
- Juan Pérez Moreno (alcalde de 1r vot, 1581)
- Hernán Pérez Palomino (alcalde de 2n vot)
- Santos Blázquez (regidor)
- Juan Cano (regidor)
- Cristóbal Pereyra (regidor)
- Gaspar Rodríguez (regidor)
- Francisco Sánchez y Pedro de Càceres (regidor)
- Juan Rodríguez Pinazo (agutzil major)
- Gerónimo García (de la Xara tresorer de la Reial Hisenda)
- Bartolomé de Sandoval (procurador major).

Altres assistents van ser Alonso Abad, Alonso de Cepeda, Alonso de Contreras, Garci Sánchez, Juan de Morales, Luis de Gamboa, Miguel de Ardiles, Blas Ponce, Gonzalo Sánchez Garzón, Martín Moreno, Luis de Gallegos, Francisco de Torres, Lope de Quevedo, Antonio de Robles, Manuel Rodríguez Guerrero i Bartolomé de Mansilla.
El 1582, Hernando de Lerma va escriure al rei informant del seu propòsit de fundar a la vall de Salta la ciutat que tant desitjava, empresa per a la qual esperava comptar amb els oferiments i ajudes dels veïns de la governació. S'elevava un llistat de la gent, armes i queviures amb que sortiria cap a la dita vall, tot reunit a Santiago del Estero i Talavera. Van sortir des de Santiago del Estero el febrer de 1582.
El 3 d'abril de 1582, Lerma i 70 soldats espanyols acompanyats per aborígens pacificats van arribar a el paratge de Siancas. Després d'estudiar el terreny, van optar per la vall de Salta, ja que tenia una ubicació estratègica per controlar els calchaquíes i als omaguaques
El 16 d'abril de 1582, el governador Hernando de Lerma, en nom de la Santíssima Trinitat, de la Verge Santa Maria, de l'Apòstol Santiago i de Sa Majestat el rei d'Espanya, va fundar la ciutat de Lerma en la Valle de Salta sobre els marges del riu Arenales, distribuint els solars per al Cabildo, la Catedral i per als primers veïns. En aquesta fundació van participar els veïns Alonso Abad, Juan Cano, Bartolomé de Mansilla, Juan Pérez Moreno, Juan Pedrero de Trejo, Juan Rodríguez Juárez i altres.

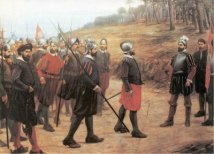
Expedició fundadora de Salta
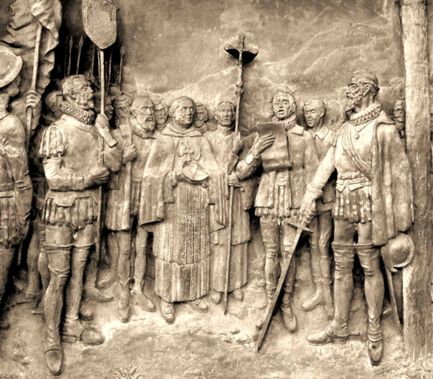
Relleu de la fundació de Salta

Va imposar el fundador als beneficiaris la condició d'envoltar amb tanques seus solars en el terme d'un any i romandre-hi sota pena de perdre'ls si no ho feien; això es feia perquè els pobladors s'arrelessin a la terra, ja que sovint succeïa que després de celebrada una fundació els homes que havien acompanyat al fundador prenguessin el camí de tornada, desfent el fet. Era difícil la vida als poblats que començaven la seva existència.
A l'endemà de la fundació, el governador Lerma i el bisbe Victoria van acordar donar a aquesta vall el nom de San Felipe de Lerma en el Valle de Salta (Sant Felip en honor d'el rei Felip II d'Espanya, Lerma per ser el cognom del seu fundador,i pel que fa a Salta, és molt discutida l'etimologia d'aquesta paraula, ja que existia abans que els espanyols arribessin a aquest lloc).
Lerma no tenia dubtes que consolidant un poble a Salta, la relació d'aquesta regió amb el Viregnat del Perú seria més fluïda; també amb la Capitania General de Xile, per proveir de coses des d'Espanya per la navegació a través del riu de la Plata. En aquesta estimació no estava absent la poderosa economia minera de Potosí, devoradora de mà d'obra i de productes de la Governació del Tucumán. Fent peu a aquesta vall, Lerma va aprofitar les vies de comunicació insinuades per la natura i seguides pels primitius habitants aborígens, per així enfortir els dispersos, febles i escassos nuclis de la població espanyola. Assolit aquest objectiu, es podia formar una xarxa de circulació d'homes, animals, mercaderies i notícies que, amb eix a Potosí, permetria la comunicació entre els ports del Callao al Perú i el de la recentment fundada Buenos Aires.

### Denúncies i finalització del seu mandat
El 23 de maig de 1583, el procurador Alonso de Cepeda va informar a la Reial Audiència de Charcas que el governador Lerma «s'ha ficat a triar agutzil major i oficials reials amb veu i vot a Cabildo, perquè surtin electes els qui volgués i sigui la seva voluntat». Aquesta denúncia va motivar que l'Audiència dictés la següent provisió: «manem al nostre governador d'aquesta província que mostri per on proveeix oficials reials i agutzil major amb veu i vot a Cabildo, i fins llavors que mostri la precaució, causa i raó que té per això, li manem que no els anomeni».
En carta de el 3 d'agost de 1583, la Reial Audiència donava compte al Rei que es multiplicaven les denúncies en contra de la conducta del governador del Tucumán per part dels veïns i habitants de la província.
Moltes denúncies van arribar tant a Lima com a Charcas des del Tucumán, referida a les arbitrarietats del governador. I no només denúncies, sinó també gent que fugia de Lerma. És per això que l'Audiència de Charcas va disposar el 1584 enviar el seu agutzil major, Francisco de Arévalo Briceño, amb dos ordres. La primera era de fer comparèixer a Lerma immediatament davant aquella Audiència. La segona consistia que, en cas de no acatament, prendre a Lerma, segrestar-li béns i conduir-lo detingut a aquella ciutat per a ser jutjat. Això últim va passar a principis del 1585. En el seu camí a Santiago del Estero per complir l'ordre, Arévalo Briceño va trobar a Lerma en el Camí Reial quan es dirigia cap a la ciutat de Salta en visita oficial. Briceño li va notificar la primera ordre de compareixença, al que Lerma va respondre que ell no sortiria de la seva governació si no el treien per la força. En l'acte l'oficial reial va treure la segona ordre i va procedir a detenir-lo i el ca encadenar. Amb el governador i altres persones també detingudes va seguir fins a Santiago del Estero, va aixecar les informacions del cas i va tornar a Charcas amb els presoners. Era principis de 1585.
Va ser llavors que va arribar a Charcas el nou governador, Juan Ramírez de Velasco, amb els seus títols per assumir i alhora, iniciar-li el judici de residència que les lleis imposaven fer-lo al funcionari sortint. Mentrestant, la Reial Audiència va designar com a governador interí del Tucumán a Alonso de Cepeda.
En carta del 1r de gener de 1585, el llicenciat Cepeda informava al rei que havia arribat a la ciutat de La Plata el governador Juan Ramírez de Velasco i es va trobar amb alguns veïns de la governació que havien concorregut a aquesta ciutat per denunciar a Lerma. En una altra carta del 14 de febrer de 1585, l'Audiència de Charcas informava al rei que hi havia moltes querelles contra el governador Lerma per part dels veïns a qui no els semblava bé la seva manera de procedir, que no havia millorat, malgrat les advertències que se li havien formulat.

## El judici de residència
La causa instaurada contra Lerma va ser successivament ventilada a Charcas, Santiago del Estero, per acabar davant el Consell d'Índies, a Madrid. La sentència, de l'any 1591 va ser dura envers el jutjat: la privació perpètua de l'ofici, 1000 ducats i 200 pesos de multa, el desterrament perpetu de les províncies del Tucumán i presó a la presó reial.
Lerma va apel·lar davant el Consell d'Índies mentre era embarcat per a Espanya, però mai va saber la sentència definitiva ja que va morir empresonat a Madrid, el 1592. Sense rituals fúnebres, el cos de Lerma va ser llançat al camp. Va morir a la presó molt pobre, sense tenir amb què se li donés una missa.

## Crítica

### En contra
Cayetano Bruno qualifica Lerma «de mal subjecte i pèssim governant». Alonso de Tula Cervin va dir que Lerma era «venjatiu, cruel, inhumà, sense caritat, sense pietat i l'home més endimoniat que s'ha vist mai al món».
L'historiador Armando Bazán, va dir: «Hernando de Lerma era maligne com la pesta, que va abusar de vides i hisenda alienes, mal avingut amb l'Audiència i el bisbe Victoria, però va reivindicar el seu nom amb la fundació de Lerma a la Vall de Salta, designació aquesta que finalment perduraria».
Les cròniques de l'època parlen del Llicenciat Lerma com una persona d'altiva enteresa, però segons va escriure l'historiador Paul Groussac: «l'administració de Lerma no va ser sinó una sèrie d'atemptats criminals».
A causa de les conductes del governador del Tucumán i fundador de Salta, els seus contemporanis van jutjar que l'única cosa bona que havia fet va ser acatar l'ordre de Virrey Toledo de fundar una nova ciutat, però ningú volia recordar els seus abusos i ni tan sols el seu nom. Ja en documents no molt posteriors a la destitució de Lerma, la ciutat comença a ser anomenada San Felipe el Real o Ciutat de Salta. El nom del paratge, «vall de Salta», era molt anterior a la fundació de la ciutat i pot provenir del nom dels indígenes saltes; «salla ta» (lloc de cingles), «sagta» (molt bonic), o «sagtay» (reunió del que excel·lent).

### A favor
Hernando de Lerma va ser un dels pocs homes il·lustrats que va arribar a les colònies. ja que posseïa un títol universitari (era llicenciat en lleis), el que el diferenciava d'aventurers cabalers i de gent de dubtosa reputació que va poblar Amèrica.
Segons alguns, Hernando de Lerma va enfrontar el poder de l'Església amb el seu poder temporal. Potser va ser un marrà (jueu convers), i va tractar de protegir als altres com ell en sòl americà. El seu coneixement de lleis el va fer un adversari temible, de manera que l'Església es va confabular en contra creant versions terribles sobre la seva persona.
Aquestes històries sobre el seu despotisme i heretgia es van difondre entre els seus contemporanis i en les corts de justícia fins a assolir la seva condemna. Aquestes van ser les que van arribar fins als nostres dies.

## Homenatges
A la ciutat de Salta s'ha erigit una estàtua en la seva memòria a la Plaça Güemes, davant el Palau Legislatiu. El monument es troba erigit en bronze sobre un pedestal de pedra granítica llaurada, i compta a més amb dos baixos relleus que fan referència al moment de la fundació de Salta. La figura d'Hernando de Lerma es mostra en actitud d'assenyalar amb l'espasa el lloc on s'hauria de col·locar el rotllo de justícia (la pedra fonamental de la ciutat de Salta).

Monument a Hernando de Lerma ubicat a la plaça de Güemes de Salta
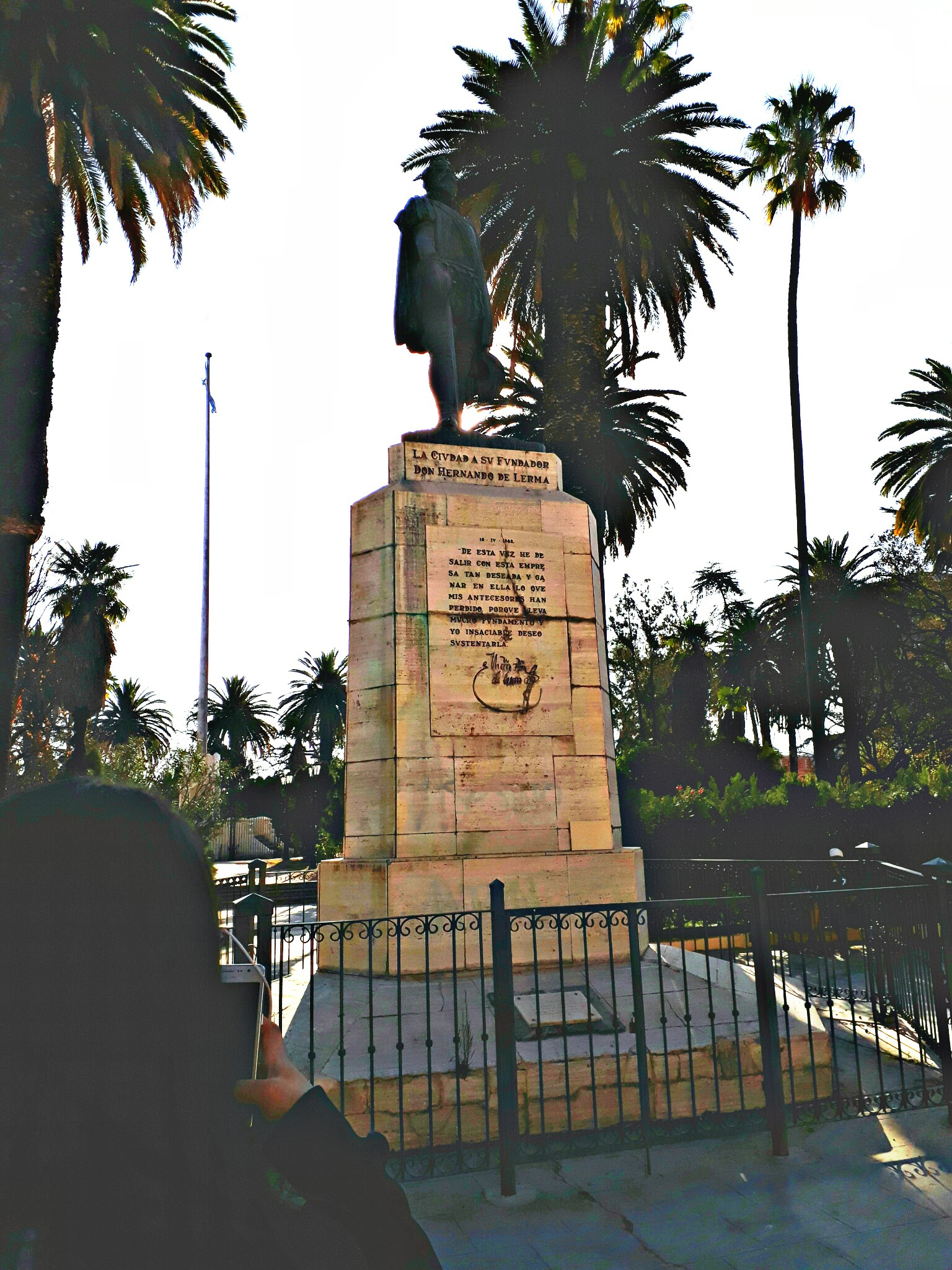
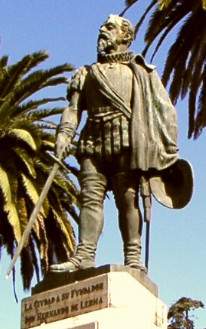

Un cèntric carrer de la ciutat també porta el seu nom, i a la província de Buenos Aires, una avinguda de Villa Tesei ha estat batejada en el seu honor.